# Els perdedors (pel·lícula del 2006)
Els perdedors (títol original en castellà Los perdedores) és una pel·lícula-documental espanyola i alemanya dirigida per Driss Deiback, estrenada l'any 2006. Aquesta pel·lícula ha estat doblada al català.

## Argument
Quan el 18 de juliol de 1936 es va produir l'aixecament contra l'Espanya republicana, les urgents necessitats militars i l'escàs suport popular van fer que el general Franco ordenés la mobilització obligatòria de tots els musulmans amb capacitat per portar armes que habitaven al nord de Marroc (antic protectorat espanyol). N'hi va haver entre noranta i cent mil de reclutats per força. Molts estudiosos recolzen que la Guerra Civil no la va guanyar Franco gràcies al suport directe que li van subministrar Hitler i Mussolini, sinó a la contribució d'aquestes forces de xoc portades des del nord de l'Àfrica la que va fer canviar el curs de la guerra. La pel·lícula realitza un recorregut per aquells episodis que vinculen els fets històrics dels anys trenta a Espanya amb el creixent conflicte actual que enfronta a les cultures.

## Premis i nominacions
- 2007: millor documental, Premis Toulouse Cinespaña[1]
- 2007, Festival de Cine de Pamplona
- 2008, El Ojo Cojo